# Karl May

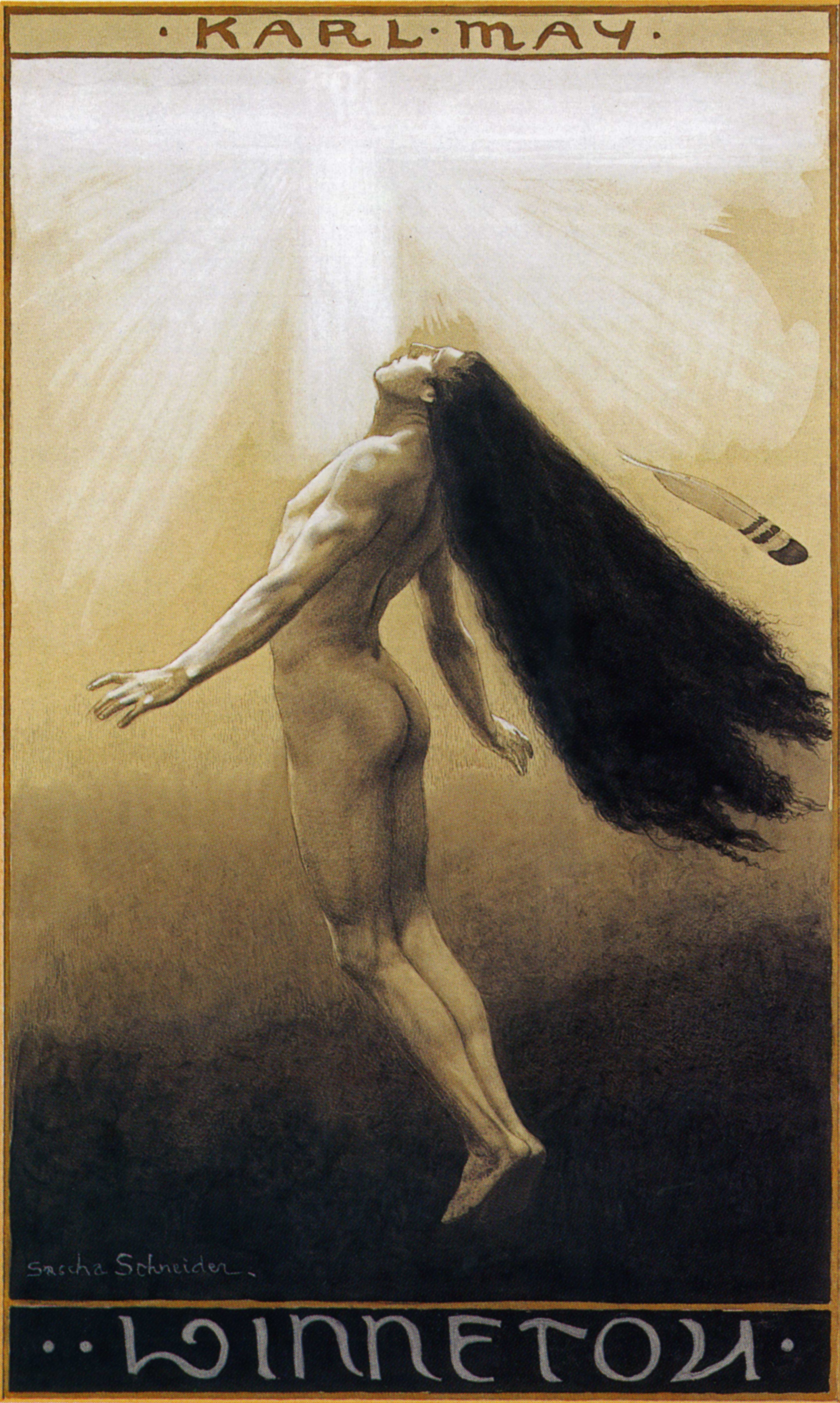
Winnetou de Karl May (1905). Portada ilustrada por Sascha Schneider.

Karl May (Ernstthal, 25 de febrero de 1842-Dresde, 30 de marzo de 1912) fue un escritor alemán. Se le recuerda particularmente por sus novelas de viajes y aventuras ficticias del siglo XIX, ambientadas en el Viejo Oeste estadounidense con Winnetou y Old Shatterhand como protagonistas, y en el Oriente y Oriente Medio con los personajes ficticios Kara Ben Nemsi y Hadschi Halef Omar. 
May también escribió novelas ambientadas en América Latina, China y Alemania, poesía, una obra de teatro y compuso música; era un experto intérprete de varios instrumentos musicales. Muchas de sus obras fueron adaptadas al cine, al teatro, a las radionovelas y a los cómics. Más adelante en su carrera, May se dedicó a los géneros filosófico y espiritual. Es uno de los escritores alemanes más vendidos de todos los tiempos, con unos 200.000.000 de ejemplares vendidos en todo el mundo.

## Biografía

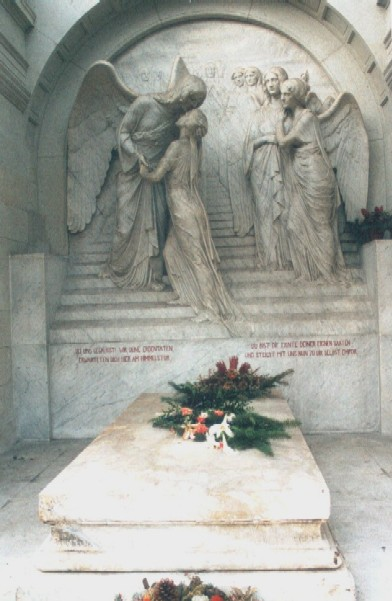
Monumento funerario de Karl May.

Nació en Hohenstein-Ernstthal (Alemania). Era el quinto de catorce hijos de una familia de tejedores. Quedó ciego al poco de nacer y no recuperó la visión hasta los cinco años, después de ser operado. Durante estos años de ceguera se formó en el niño un profundo e impresionante mundo interior alimentado por los relatos de su padrino y de su abuelo.
En 1861 consiguió el título de maestro, pero ejerció la profesión durante poco tiempo. Acusado de haber robado un reloj, fue a parar a la cárcel y se le retiró la licencia para enseñar. Durante algunos años se sucedieron los delitos contra la propiedad y los castigos en prisión donde descubrió las posibilidades redentoras de la escritura. 
En 1875 May comenzó a colaborar en algunos diarios. Cuatro años más tarde, en 1879, pasó a trabajar como colaborador fijo en una revista dedicada a la familia, donde escribió una serie de artículos sobre el Oriente. Desde este momento tuvo asegurada una forma de ganarse la vida que, poco a poco, lo fue convirtiendo en un burgués respetable.
Sus novelas consiguieron un enorme éxito entre el público alemán y se convirtió en un autor muy popular. Muchas de las portadas originales de sus obras fueron realizadas por el pintor e ilustrador Sascha Schneider.

## Características generales de su obra
Sus novelas de aventuras, destinadas a un público juvenil, vienen siendo reeditadas de forma continuada desde que fueron publicadas por primera vez en vida de su autor. Podríamos decir que May representa para los alemanes lo que Verne para los franceses o Salgari para los italianos.
Por lo que se refiere a las temáticas, los libros de Karl May, escritos todos en primera persona, se sitúan primordialmente en dos escenarios geográficos: el Oeste estadounidense y el Oriente próximo. Las novelas del Oeste tienen como protagonista a Old Shatterhand y su amigo, el indio apache Winnetou. Las que se sitúan en Oriente están protagonizadas por Kara ben Nemsi y su amigo Halef Omar. 
Entre 1882 y 1887 aparecieron cinco novelas por entregas. 
Posteriormente escribió siete libros juveniles para la revista El buen camarada, que obtuvieron un gran éxito.

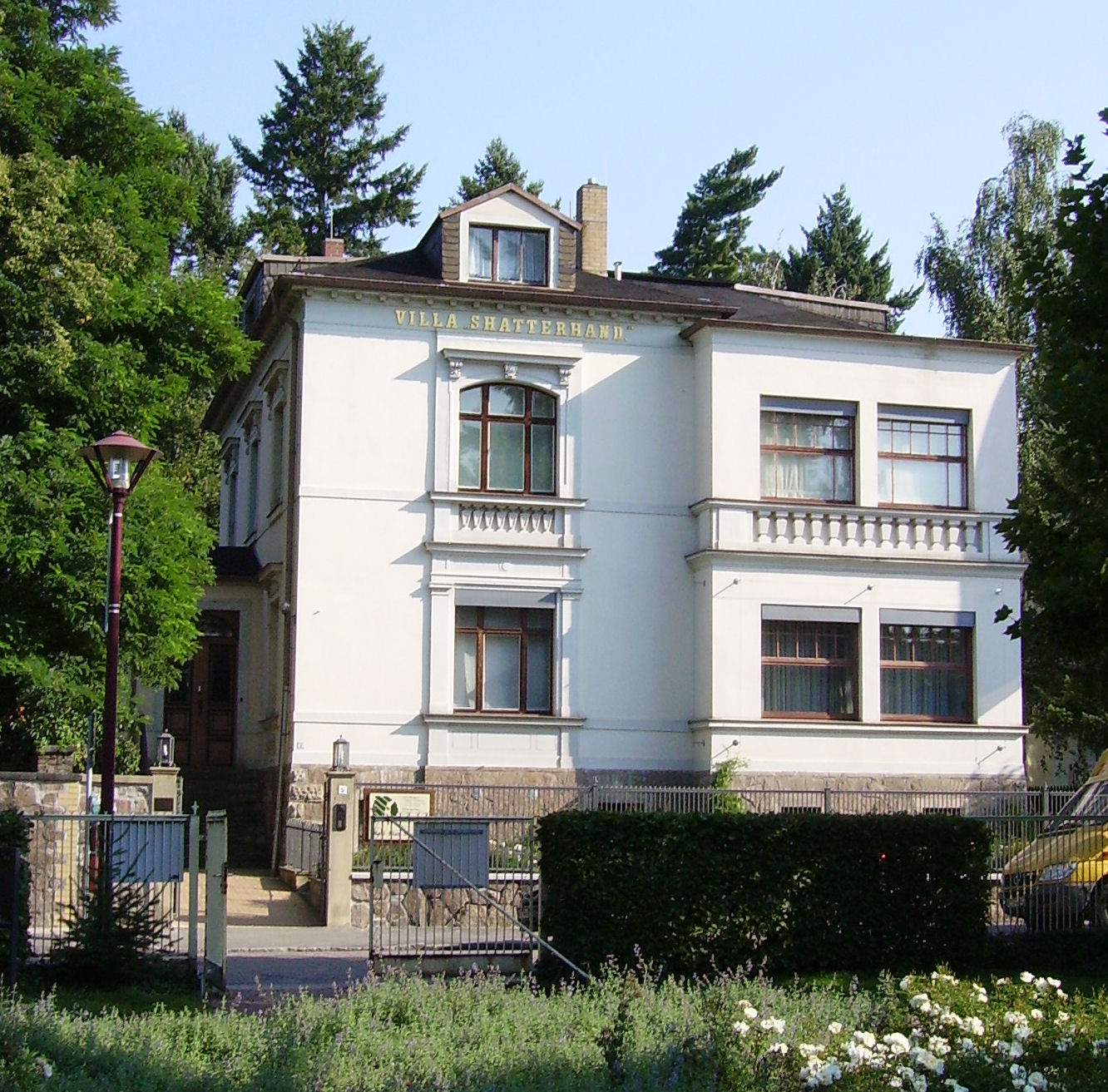
Villa Shatterhand en Radebeul.

La mayoría de las obras de May fueron compiladas a partir de escritos anteriores publicados en diarios y revistas. Una prueba de su éxito es la fundación en 1969 de la sociedad "Karl May" con sede en Hamburgo, y la existencia en Radebeul, cerca de Dresde, de un museo en la que fue su última casa. Se llama "Villa Shatterhand", es decir, "Finca Shatterhand". Otro museo se encuentra en su lugar de nacimiento en Hohenstein-Ernstthal.

### Recepción de su obra en España
En España las novelas de Karl May comenzaron a publicarse en 1927, en una edición de Gustavo Gili. Posteriormente, en los años 1930, Editorial Molino, especializada en novelas de aventuras, adquirió los derechos de la edición española y comenzó a publicar los primeros títulos, algunos de los cuales aparecieron en plena guerra civil. Parte de la familia Molino, propietaria de la editorial, se exilió en la Argentina, donde aparecieron nuevos títulos de May.
En España, las ediciones de los años 1940 alcanzaron un éxito notable, como las de la década de 1950. La colección aparecida durante los años 1960, en cambio, empezó a poner de manifiesto el declive que las lecturas de May tendrán entre los jóvenes, frente a otros autores, del estilo de Enid Blyton.
En la biografía sobre Adolfo Hitler escrita por Raymond Cartier "Hitler al asalto del poder" (Argos Vergara, Barcelona, España, 1978. 371 páginas, Ver página 17) se menciona que Adolf Hitler en su infancia era un lector apasionado de Karl May, especialmente sus obras sobre el oeste americano, "en las que había aprendido que la impasibilidad ante el dolor es el orgullo de los fuertes" escribe Cartier.

## Obras
En la Editorial Gustavo Gili, entre 1927-1929:
| - Al amparo del sultán - Apaches y comanches - El cazador de la pradera - El espíritu de la caverna - El fin de una cuadrilla - El hacha de la guerra - El hijo del jeque - El Ku Klux Klan - El mendigo del bosque - El príncipe errante - El púlpito del diablo - El rastro perdido - El reino del Preste Juan - El santón de la montaña - El testamento de Winnetou | - El tesoro del lago de plata - En busca del peligro - En la boca del lobo - En las redes del crimen - Halef el temerario - La cabaña misteriosa - La caravana de la muerte - La casa de la muerte - La cueva de las joyas - La estatua de Winnetou - La hermandad de la Kopcha - La muerte del héroe - La montaña de Oro | - La pista de un bandido - La Torre de la Vieja Madre - La Venus cobriza - La venganza del caudillo - La venganza de la sangre - Los adoradores del diablo - Los bandoleros kurdos - Los gambusinos mejicanos - Los hijos del asesino - Los ladrones del desierto - Los piratas del Mar Rojo - Los salteadores de trenes - Los contrabandistas búlgaros - Prisioneros de los Ogallalas |